# Pseudohalmyrapseudes linnaei
Pseudohalmyrapseudes linnaei is een naaldkreeftjessoort uit de familie van de Parapseudidae. De wetenschappelijke naam van de soort is voor het eerst geldig gepubliceerd in 2008 door Bamber.